# Tochni
Tochni (řecky Τόχνη, turecky Taşkent) je vesnice na Kypru, v distriktu Larnaka. Leží v řecké části Kypru, zhruba v polovině cesty mezi městy Larnaka a Lemesos. Vesnice má celkem 322 obyvatel. Před rokem 1974 se skládali obyvatelé zejména z tureckých Kypřanů, kteří se nazývali „Taşkent”. V roce 1974 bylo 85 z nich povražděno organizací EOKA-B.
V centru vesnice se nachází ortodoxní kostel Sv. Konstantina a Heleny. Tento kostel byl vybudován na stejném místě, jako byl dřívější kostel, o němž se říká, že ho založila Svatá Helena, která se vracela ze Svaté Země a měla u sebe kousek "Pravého Kříže".
Vesnice má také mešitu, madras a muslimské pohřebiště, které se nachází ve východní části vesnice. Tato část se ovšem nachází v různém stupni rozkladu.
Dnes je vesnice známá jako překrásné agroturistické místo, které se snaží renovovat domy do původní podoby. Domy se staví z tradičního kamene, který se těží nedaleko od vesnice. Jedná se o vnitrozemskou vesnici a za rekreaci lze zde využívat turistiku, vyjížďky na koni či na kole.